# Hausen (Frankfurt nad Menem)
Hausen, Frankfurt-Hausen – 21. dzielnica (Stadtteil) miasta Frankfurt nad Menem, w Niemczech, w kraju związkowym Hesja. Należy do okręgu administracyjnego Mitte-West.